# Ла-Круа-Сен-Лефруа
Ла-Круа́-Сен-Лефруа́ (фр. La Croix-Saint-Leufroy) — колишній муніципалітет у Франції, у регіоні Нормандія, департамент Ер. Населення — 1087 осіб (2011).
Муніципалітет був розташований на відстані близько 90 км на захід від Парижа, 39 км на південь від Руана, 13 км на північний схід від Евре.

## Історія
До 2015 року муніципалітет перебував у складі регіону Верхня Нормандія. Від 1 січня 2016 року належав до нового об'єднаного регіону Нормандія.
1 січня 2016 року Ла-Круа-Сен-Лефруа, Екарданвіль-сюр-Ер i Фонтен-Едбур було об'єднано в новий муніципалітет Клеф-Валле-д'Ер.

## Демографія
Динаміка населення (INSEE ):
Розподіл населення за віком та статтю (2006):
| Стать | Всього | До 15 років | 15-24 | 25-44 | 45-64 | 65-85 | Понад 85 |
| --- | ------ | ----------- | ----- | ----- | ----- | ----- | -------- |
| Чоловіки | 490    | 131         | 24    | 155   | 108   | 60    | 12       |
| Жінки | 556    | 146         | 48    | 162   | 96    | 96    | 8        |
| \| Статево-вікова піраміда \| Статево-вікова піраміда \| Статево-вікова піраміда \| \| ----------------------- \| ----------------------- \| ----------------------- \| \| Чоловіки \| Вік \| Жінки \| \| 12 \| 85 + \| 8 \| \| 24 \| 80-84 \| 24 \| \| 0 \| 75-79 \| 24 \| \| 16 \| 70-74 \| 20 \| \| 20 \| 65-69 \| 28 \| \| 16 \| 60-64 \| 8 \| \| 36 \| 55-59 \| 36 \| \| 28 \| 50-54 \| 24 \| \| 28 \| 45-49 \| 28 \| \| 45 \| 40-44 \| 49 \| \| 45 \| 35-39 \| 53 \| \| 41 \| 30-34 \| 28 \| \| 24 \| 25-29 \| 32 \| \| 16 \| 20-24 \| 12 \| \| 8 \| 15-20 \| 36 \| \| 49 \| 10-14 \| 32 \| \| 41 \| 5-9 \| 53 \| \| 41 \| 0-4 \| 61 \| |        |             |       |       |       |       |          |
| Статево-вікова піраміда |        |             |       |       |       |       |          |
| Чоловіки | Вік    | Жінки       |       |       |       |       |          |
| 12 | 85 +   | 8           |       |       |       |       |          |
| 24 | 80-84  | 24          |       |       |       |       |          |
| 0 | 75-79  | 24          |       |       |       |       |          |
| 16 | 70-74  | 20          |       |       |       |       |          |
| 20 | 65-69  | 28          |       |       |       |       |          |
| 16 | 60-64  | 8           |       |       |       |       |          |
| 36 | 55-59  | 36          |       |       |       |       |          |
| 28 | 50-54  | 24          |       |       |       |       |          |
| 28 | 45-49  | 28          |       |       |       |       |          |
| 45 | 40-44  | 49          |       |       |       |       |          |
| 45 | 35-39  | 53          |       |       |       |       |          |
| 41 | 30-34  | 28          |       |       |       |       |          |
| 24 | 25-29  | 32          |       |       |       |       |          |
| 16 | 20-24  | 12          |       |       |       |       |          |
| 8 | 15-20  | 36          |       |       |       |       |          |
| 49 | 10-14  | 32          |       |       |       |       |          |
| 41 | 5-9    | 53          |       |       |       |       |          |
| 41 | 0-4    | 61          |       |       |       |       |          |

## Економіка
2010 року серед 694 осіб працездатного віку (15—64 років) 541 була активною, 153 — неактивними (показник активності 78,0%, у 1999 році було 76,3%). З 541 активної мешканців працювало 498 осіб (261 чоловік та 237 жінок), безробітними було 43 (24 чоловіки та 19 жінок). Серед 153 неактивних 48 осіб було учнями чи студентами, 68 — пенсіонерами, 37 були неактивними з інших причин.

У 2010 році в муніципалітеті числилось 437 оподаткованих домогосподарств, у яких проживали 1125,0 особи, медіана доходів виносила 20 753 євро на одного особоспоживача